# Rafael Álvarez (skoczek do wody)
Rafael Álvarez Serrano (ur. 29 października 1971 w Las Palmas de Gran Canaria) – hiszpański skoczek do wody, dwukrotny medalista mistrzostw Europy, medalista igrzysk śródziemnomorskich i uniwersjady, trzykrotny uczestnik igrzysk olimpijskich.

## Przebieg kariery
Debiutował w 1991 roku występem na mistrzostwach świata w Perth, gdzie zajął 20. pozycję w skoku z wieży 10 m oraz 23. pozycję w skoku z trampoliny 1 m. Brał udział w igrzyskach śródziemnomorskich w Atenach, gdzie zdobył złoty medal w skoku z wieży. Był uczestnikiem igrzysk olimpijskich w Barcelonie, gdzie wystąpił w konkurencji skoku z wieży i zajął 9. pozycję z rezultatem 524,25 pkt.
Brał udział w mistrzostwach świata rozgrywanych w Rzymie, gdzie zajął 23. pozycję w skoku z wieży 10 m. W ramach rozgrywanych w Atlancie igrzysk olimpijskich wystąpił w konkurencji skoku z trampoliny z wysokości 3 m, gdzie zajął odległą 36. pozycję z rezultatem 208,83 pkt.
W 1997 został brązowym medalistą mistrzostw Europy w konkurencji skoku z trampoliny 1 m. Dwa lata później zaś otrzymał brązowy medal uniwersjady w konkurencji skoku z trampoliny 3 m. W 2000 wywalczył drugi w karierze brązowy medal mistrzostw Europy, tym razem w konkurencji skoku synchronicznego z trampoliny. Uczestniczył w igrzyskach olimpijskich w Sydney, gdzie w konkurencji skoku z trampoliny 3 m indywidualnie zajął 17. pozycję z łącznym wynikiem 578,61 pkt.